# Live Phish Volume 10
Live Phish Volume 10 è un album dal vivo dei Phish, pubblicato il 16 aprile 2002 (insieme ai Volumi 7, 8, 9, 11 e 12 della serie Live Phish) dalla Elektra Records.  Il disco documenta integralmente il concerto tenuto la sera del 22 giugno 1994 al Veterans Memorial Auditorium di Columbus nel corso del tour estivo promozionale di Hoist. I Phish inseriscono tre brani del bassista Mike Gordon - Mike's Song, Catapult e Simple - nel corso di una jam session sperimentale improvvisata a partire dal riff di Midnight Rider (brano degli Allman Brothers.
Il concerto venne diviso in 2 successive uscite (o "set") e terminò con 2 bis. Durante tutto il secondo set, il frontman Trey Anastasio aggiorna il pubblico sul punteggio dell'incontro finale della NBA. Alcuni riferimenti alla partita in corso sono inseriti anche durante il brano Icculus. Il Disco 3 si conclude con 2 tracce Bonus, registrate durante il concerto al Murat Centre di Indianapolis il 24 giugno 1994.

## Tracce

### Disco 1
Primo set:
1. Llam
2. Guelah Papyrus
3. Rift
4. Gumbo
5. Maze
6. If I Could
7. Scent of a Mule
8. Stash
9. Golgi Apparatus

### Disco 2
1. 2001
2. Mike's Song
3. Simple
4. Catapult
5. Simple
6. Icculus
7. Simple
8. Mike's Song
9. I Am Hydrogen
10. Weekapaug Groove
11. The Man Who Stepped Into Yesterday
12. Avenu Malkenu
13. The Man Who Stepped Into Yesterday
14. Fluffhead
15. My Sweet One

### Disco 3
Continuazione del secondo set:
1. Big Ball Jam
2. Jesus Just Left Chicago
3. Sample in a Jar

Eseguiti come bis:
1. Carolina
2. Cavern

Tracce bonus (eseguite 24 giugno 1994 al Murat Centre di Indianapolis):
1. Demand
2. Run Like an Antelope